# ЭН3
ЭН3 (Электропоезд Новочеркасский, 3-й тип) — опытный российский пассажирский электропоезд переменного тока напряжения 25 кВ, построенный в единственном экземпляре в 2000 году Новочеркасским электровозостроительным заводом (НЭВЗ) в виде пятивагонного состава. Электропоезд был оснащён новым для железных дорог России асинхронным тяговым приводом и позиционировался как перспективная замена для устаревших поездов ЭР9.
Электропоезд подвергался ряду испытаний, однако не прошёл сертификацию и к эксплуатации с пассажирами не был допущен. Позже поезд был расформирован и находился в Ростове-на-Дону: головной вагон 05 — в музее Северо-Кавказской железной дороги на платформе Гниловская, а остальные (по состоянию на конец 2013 года) — на базе запаса Ростов-Западный. В сентябре 2019 состав (включая вагон из музея) по неизвестным причинам перевезён на Батайский завод строительных конструкций.

## История создания

### Предпосылки к появлению
После распада СССР в России резко упали объёмы грузовых перевозок, и поэтому с железных дорог высвободилось много локомотивов и не покупались новые. Поэтому на Новочеркасском электровозостроительном заводе одновременно с прекращением выпуска в 1994 году грузовых электровозов ВЛ85, а в 1995 году — ВЛ80С было принято решение о начале разработок пассажирских электровозов и пригородных электропоездов. Встал вопрос по постройке и испытании электропоезда ЭН1 с электрооборудованием электровоза ВЛ80Р (коллекторными двигателями, тиристорным регулированием и рекуперативным торможением), который можно было изготовлять уже в 1996 году.
В это время на экспериментальном кольце прошли успешные испытания макетной секции с асинхронным тяговым приводом, в процессе которых удалось решить ряд проблем, связанных с этим типом привода. Тогда МПС приняло решение об отмене проекта электропоезда ЭН1 с коллекторным приводом и начале создания нового электропоезда с асинхронным приводом. Поскольку традиционно электропоездам переменного тока присваивались нечётные обозначения серий, а поездам постоянного тока — чётные, новый поезд получил обозначение серии ЭН3.

### Проектирование
Разработка поезда была заказана и профинансирована Министерством путей сообщения Российской Федерации и поддержана государственными органами власти. В проекте электропоезда были заложены комплектующие только отечественного производства. Проектирование велось специалистами Новочеркасского завода совместно с Всероссийским научно-исследовательским и проектно-конструкторским институтом электровозостроения (ВЭлНИИ) и рядом других предприятий. Над поездом, кроме НЭВЗ и ВЭлНИИ работали фирмы: АО «Демиховский машиностроительный завод» (кузов и тележки), а также Сибстанкоэлектропривод, Московский государственный университет путей сообщения (МГУПС/МИИТ) и Всероссийский научно-исследовательский институт железнодорожного транспорта (ВНИИЖТ), которые работали над созданием асинхронного тягового привода и микропроцессорной системы управления. Основные проектные работы были завершены в 1998 году.

### Производство
За основу конструкции были взяты кузова выпускаемых Демиховским заводом электропоездов ЭД9Т длиной 21,5 метра с широкими тамбурами, от которых также практически без изменений были заимствованы тележки. Новочеркасский завод спроектировал для поезда собственную конструкцию лобовой маски кабины машиниста и поставлял часть электрооборудования, включая тяговые электродвигатели, а тяговый инвертор и микропроцессорную систему управления поставил Новосибирский завод «Сибстанкоэлектропривод». Из-за больших размеров тягового электрооборудования по сравнению с применяемым на поездах с коллекторными двигателями, в том числе системы охлаждения тяговых инверторов, конструкторы были вынуждены перенести часть подвагонного электрооборудования в новые шкафы в тамбуре, снизив таким образом вместимость салона. В результате был создан пригородный электропоезд переменного тока с плавным тиристорным регулированием, асинхронным тяговым приводом и рекуперативным торможением.
Сборка опытного пятивагонного электропоезда ЭН3-001 была начата в конце 1998 года и по большей части завершена к концу следующего года, однако окончательно поезд был собран зимой 2000 года. Первоначальный проект предусматривал обозначение в качестве одной номерной единицы десятивагонный состав из двух сцепленных по системе многих единиц пятивагонных электропоездов-секций (по аналогии с восьмивагонными электропоездами ЭР22 и ЭР11, сформированными из двух четырёхвагонных составов, имеющих общий номер). Первоначально все пять вагонов поезда планировалось выпустить в пригородном исполнении, но в ходе производства после посещения завода мэром Новочеркасска по его просьбе интерьер прицепного промежуточного вагона был переоборудован в межрегиональное исполнение экспрессного типа с мягкими откидными односторонними креслами и баром.

В конце 2000 года планировалось изготовить ещё два пятивагонных состава в рамках установочной серии, а в 2001 году выпустить ещё два аналогичных состава, однако ни один состав так и не был выпущен.

## Общие сведения
Электропоезд ЭН3 предназначен для пригородных пассажирских перевозок на участках железных дорог колеи 1520 мм, электрифицированных на переменном токе частоты 50 Гц с номинальным напряжением в контактной сети 25 кВ. Вагоны поезда имеют комбинированные двери и могут эксплуатироваться на участках как с низкими, так и с высокими платформами. Поезд рассчитан на эксплуатацию при температуре наружного воздуха от -50°С до +60°С.
Электропоезд ЭН3 позиционировался производителем в качестве перспективной замены устаревшим электропоездам серии ЭР9 с коллекторными двигателями. По утверждению производителя, по сравнению с ними электропоезд ЭН3 имеет на 15-18% меньший расход электроэнергии на тягу поезда; а расходы на техническое обслуживание и ремонт за счёт простоты обслуживания асинхронных двигателей снижаются на 20-25%.

### Составность
Электропоезд ЭН3 формируется из вагонов трёх типов — прицепных головных с кабиной управления (Пг), моторных промежуточных с токоприёмниками (Мп) и прицепных промежуточных (Пп). Проект предусматривал формирование как одиночных составов, включающих от пяти до девяти вагонов, два из которых являются головными, так и сдвоенных составов, сцепленных по системе многих единиц, которые могут управляться из одной кабины как единый состав, но при необходимости могут разделяться на два независимых состава. Благодаря применению асинхронных тяговых двигателей мощностью 350 кВт вместо традиционных коллекторных двигателей мощностью 220—250 кВт мощность электропоезда возрастает примерно в полтора раза, за счёт чего при формировании состава на один моторный вагон может приходиться не один, а полтора прицепных вагона.
Формирование каждого одиночного состава производится по принципу электросекций, каждая из которых включает один прицепной головной либо промежуточный вагон и один моторный промежуточный вагон. Электросекции с головными вагонами считаются головными секциями, прочие — промежуточными. В одну из головных секций перед или позади моторного вагона может быть дополнительно включён ещё один прицепной промежуточный вагон. Передним в составе каждой секции считается прицепной вагон, за которым вслед сцепляется моторный со стороны токоприёмника узкими окнами в направлении переднего вагона, при этом между ними либо позади моторного в одной из секций может быть вцеплен ещё один промежуточный вагон. При этом промежуточные секции как правило повёрнуты в том же направлении, что и ближайшие головные, то есть моторные вагоны обычно обращены токоприёмниками к ближайшей голове.
Односоставные композиции с чётным количеством вагонов (6 или 8) состоят из равного числа моторных и прицепных вагонов, то есть составляются по формуле (Пг+Мп)+1..2×(Пп+Мп)+(Мп+Пг), а композиции с нечётным количеством вагонов (5, 7 либо 9) получаются добавлением вагона Пп соответственно в одну из головных секций по схеме Пг+Пп+Мп (первый вариант) либо Пг+Мп+Пп (второй вариант). Сдвоенные составы про проекту формировались только из двух пятивагонных составов, поскольку применение составов длиной более 10 вагонов считалось невостребованным, хотя технически они могли включать и большее число вагонов. За базовую композицию был принят сдвоенный десятивагонный состав из двух пятивагонных, сцепленных по схеме (Пг+Мп+Пп)+(Мп+Пг) (первый вариант) или (Пг+Пп+Мп)+(Мп+Пг) (второй вариант).
Опытный электропоезд ЭН3-001 был построен в пятивагонной составности. По сути, он является одним из таких сцепов, скомпонованным по схеме второго варианта (Пг+Пп+Мп+Мп+Пг).

### Нумерация и маркировка

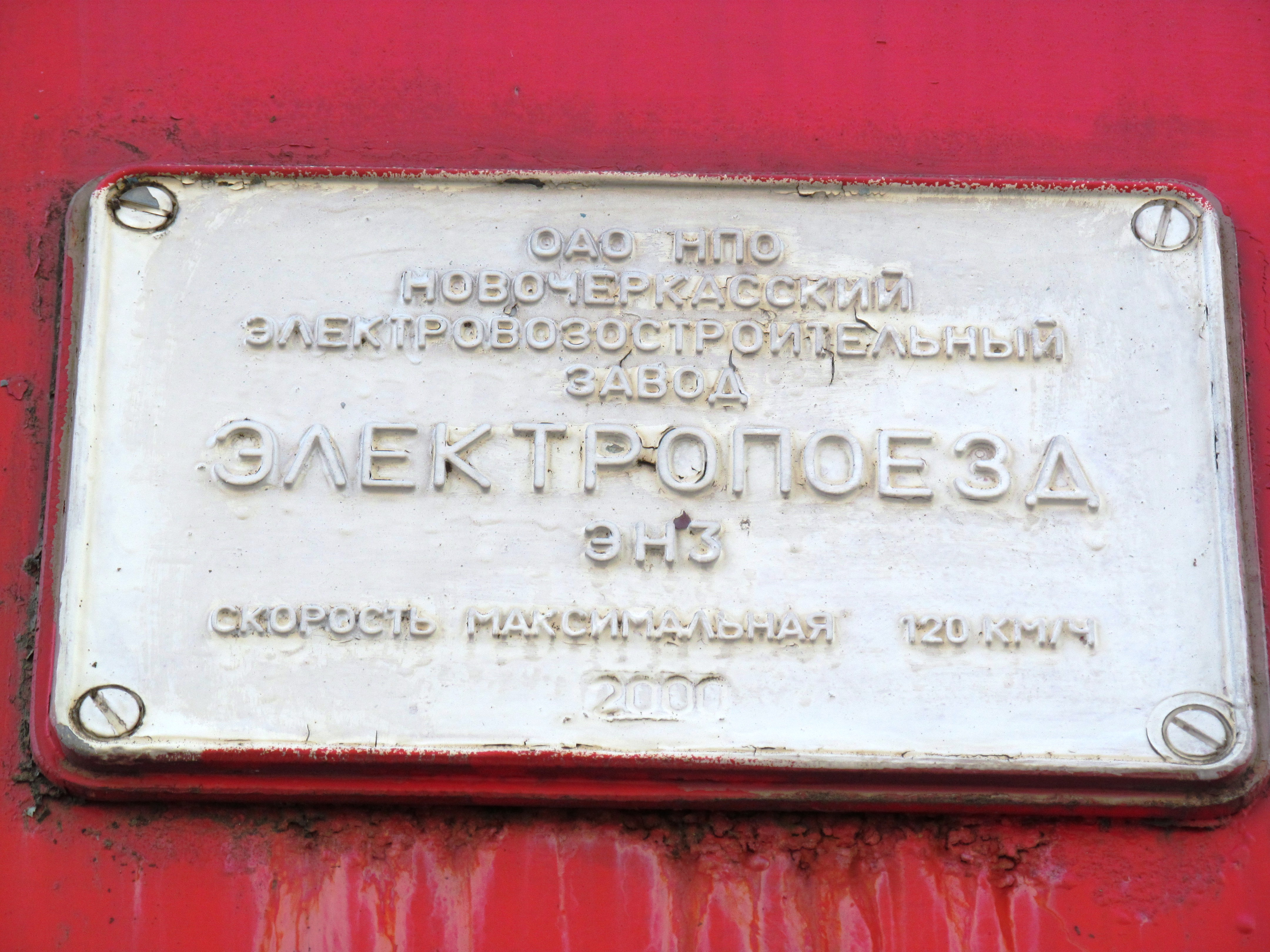
Заводская табличка ЭН3. Ростовский МЖТ

Состав получил номер трёхзначного написания (001); при этом система нумерации составов и вагонов в целом соответствует советской. Маркировка на лобовой части головных вагонов содержит обозначение состава ЭН3 (над автосцепкой) и его номер 001 (под лобовыми стёклами, смещён к левому краю).
Каждый вагон состава получил свой номер в пятизначном формате, где первые три цифры  номер состава, последние две — номер вагона. Маркировка промежуточных вагонов выполнена под окнами в центре в формате ЭН3-001.ХХ, где ХХ - номер вагона. Для головных вагонов она была первоначально выполнена на боковой стенке кабины (поскольку в центральной части борта располагалась декоративная надпись НЭВЗ 2000 ВЭлНИИ). При этом моторные вагоны получили чётные номера, прицепные — нечётные. Отличие от нумерации для электропоездов РВЗ состоит в том, что головные вагоны получили номера 01 и 05 (а не 01 и 09), то есть номера вагонов совпадали бы с номерами их позиции в составе для случая компоновки по первому (симметричному) варианту: 001.01 (Пг) + 001.02 (Мп) + 001.03 (Пп) + 001.04 (Мп) + 001.05 (Пг). Ещё одно отличие состоит в том, что номер XX на ЭН3 отделялся от номера состава точкой. Также на боковых стенках кабин была закреплена табличка с логотипом завода НЭВЗ.

### Технические характеристики
Основные параметры электропоезда серии ЭН3:
| Параметр                                                | Параметр                                                | Состав                      | Состав                      | Вагон                       | Вагон                       | Вагон                       |
| Параметр                                                | Параметр                                                | 5 вагонов (стандарт)        | 10 вагонов (два по СМЕ)     | головной прицепной          | промежуточный моторный      | промежуточный прицепной     |
| Осевая формула                                          | Осевая формула                                          | см. данные вагонов          | см. данные вагонов          | 2—2                         | 20—20                       | 2—2                         |
| Количество дверей                                       | Количество дверей                                       | 5×2×2                       | 10×2×2                      | 2×2                         | 2×2                         | 2×2                         |
| Размеры                                                 |                                                         |                             |                             |                             |                             |                             |
| Габарит                                                 | Габарит                                                 | 1-Т                         | 1-Т                         | 1-Т                         | 1-Т                         | 1-Т                         |
| Длина, мм                                               | по осям автосцепок                                      | 110 390                     | 220 780                     | 22 111                      | 22 056                      | 22 056                      |
| Длина, мм                                               | по кузову                                               | см. данные вагонов          | см. данные вагонов          | ≈21 560                     | 21 500                      | 21 500                      |
| Ширина по кузову, мм                                    | Ширина по кузову, мм                                    | 3527                        | 3527                        | 3527                        | 3527                        | 3527                        |
| Высота от уровня головки рельса, мм                     | по крыше                                                | 4263                        | 4263                        | 4263                        | 4263                        | 4263                        |
| Высота от уровня головки рельса, мм                     | по опущенному токоприёмнику                             | 5100                        | 5100                        | —                           | 5100                        | —                           |
| Высота от уровня головки рельса, мм                     | по антеннам                                             | 5225                        | 5225                        | 5225                        | —                           | —                           |
| Высота оси автосцепок, мм                               | головных                                                | 1050                        | 1050                        | 1050                        | —                           | —                           |
| Высота оси автосцепок, мм                               | промежуточных                                           | 1140                        | 1140                        | 1140                        | 1140                        | 1140                        |
| Размеры ходовой части, мм                               | Шкворневая база вагона, мм                              | см. данные вагонов          | см. данные вагонов          | 15 000                      | 15 000                      | 15 000                      |
| Размеры ходовой части, мм                               | Колёсная база тележек, мм                               | см. данные вагонов          | см. данные вагонов          | 2400                        | 2600                        | 2400                        |
| Размеры ходовой части, мм                               | Диаметр новых колёс, мм                                 | см. данные вагонов          | см. данные вагонов          | 950                         | 1050                        | 950                         |
| Размеры ходовой части, мм                               | Ширина колеи, мм                                        | 1520                        | 1520                        | 1520                        | 1520                        | 1520                        |
| Массово-весовые характеристики                          |                                                         |                             |                             |                             |                             |                             |
| Масса тары, т                                           | Масса тары, т                                           | 264,30                      | 528,60                      | 46,15                       | 64,50                       | 43,00                       |
| Максимальная нагрузка от оси на рельсы, кН (тс)         | Максимальная нагрузка от оси на рельсы, кН (тс)         | см. данные вагонов          | см. данные вагонов          | 180 (18,4)                  | 210 (21,4)                  | 180 (18,4)                  |
| Пассажировместимость                                    |                                                         |                             |                             |                             |                             |                             |
| Число сидячих мест                                      | пригородного                                            | 500                         | 1000                        | 84                          | 108                         | 116                         |
| Число сидячих мест                                      | пригородного с баром люкс                               | 426                         | 852                         | 84                          | 108                         | 42 + 4 барных               |
| Число стоячих мест (пригородный)                        | при плотности 5 чел/м²                                  | 627                         | 1254                        | 125                         | 122                         | 133                         |
| Число стоячих мест (пригородный)                        | при плотности 7 чел/м²                                  | 878                         | 1756                        | 176                         | 170                         | 186                         |
| Общая вместимость (пригородный)                         | при плотности 5 чел/м²                                  | 1127                        | 2254                        | 209                         | 230                         | 249                         |
| Общая вместимость (пригородный)                         | при плотности 7 чел/м²                                  | 1378                        | 2756                        | 260                         | 278                         | 302                         |
| Тягово-мощностные характеристики                        |                                                         |                             |                             |                             |                             |                             |
| Напряжение и род тока                                   | Напряжение и род тока                                   | 25 кВ 50 Гц, переменный ток | 25 кВ 50 Гц, переменный ток | 25 кВ 50 Гц, переменный ток | 25 кВ 50 Гц, переменный ток | 25 кВ 50 Гц, переменный ток |
| Мощность тяговых двигателей, кВт                        | часовая                                                 | 2×4×350 = 2800              | 4×4×350 = 5600              | —                           | 4×350 = 1400                | —                           |
| Мощность тяговых двигателей, кВт                        | длительная                                              | 2×4×300 = 2400              | 4×4×300 = 4800              | —                           | 4×300 = 1200                | —                           |
| Мощность тяговых двигателей, кВт                        | пусковая в расчётном режиме движения в течение 50 с     | 2×4×420 = 3360              | 4×4×420 = 6720              | —                           | 4×420 = 1680                | —                           |
| Среднее ускорение, м/c²                                 | при разгоне до 60 км/ч                                  | 0,72                        | 0,72                        | 0,72                        | 0,72                        | 0,72                        |
| Среднее ускорение, м/c²                                 | при торможении с 80 км/ч                                | 0,72                        | 0,72                        | 0,72                        | 0,72                        | 0,72                        |
| Cкорость, км/ч                                          | расчётного режима                                       | 72                          | 72                          | 72                          | 72                          | 72                          |
| Cкорость, км/ч                                          | конструкционная                                         | 130                         | 130                         | 130                         | 130                         | 130                         |
| Cкорость, км/ч                                          | эксплуатационная максимальная                           | 120                         | 120                         | 120                         | 120                         | 120                         |
| Коэффициент при максимальном напряжении на ТЭД          | мощности                                                | 0,88                        | 0,88                        | —                           | 0,88                        | —                           |
| Коэффициент при максимальном напряжении на ТЭД          | полезного действия                                      | 0,8                         | 0,8                         | —                           | 0,8                         | —                           |
| Тормозной путь со 120 км/ч на горизонтальном участке, м | Тормозной путь со 120 км/ч на горизонтальном участке, м | 1080                        | 1080                        | 1080                        | 1080                        | 1080                        |

## Испытания и судьба поезда

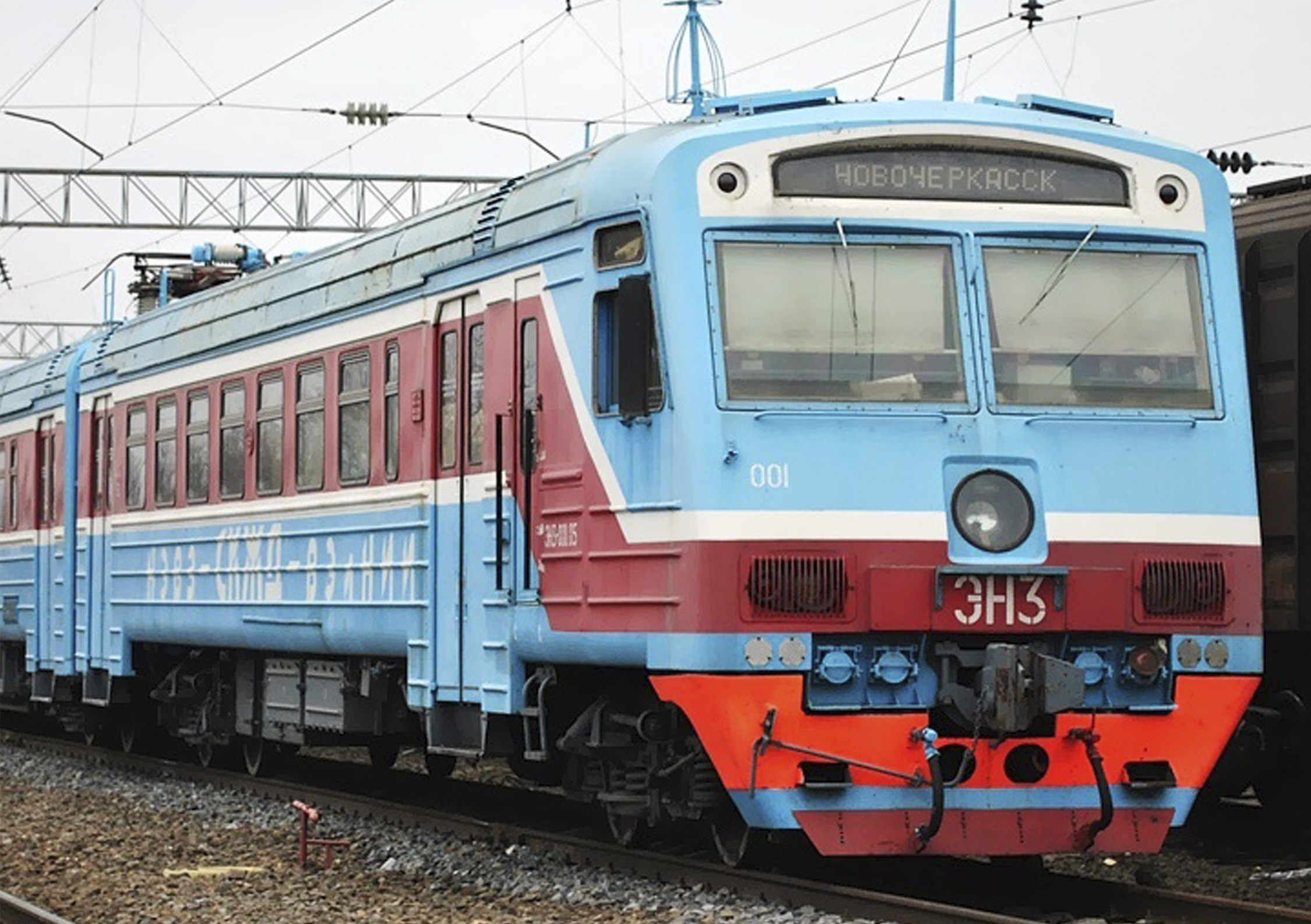
Головная секция электропоезда ЭН3-001

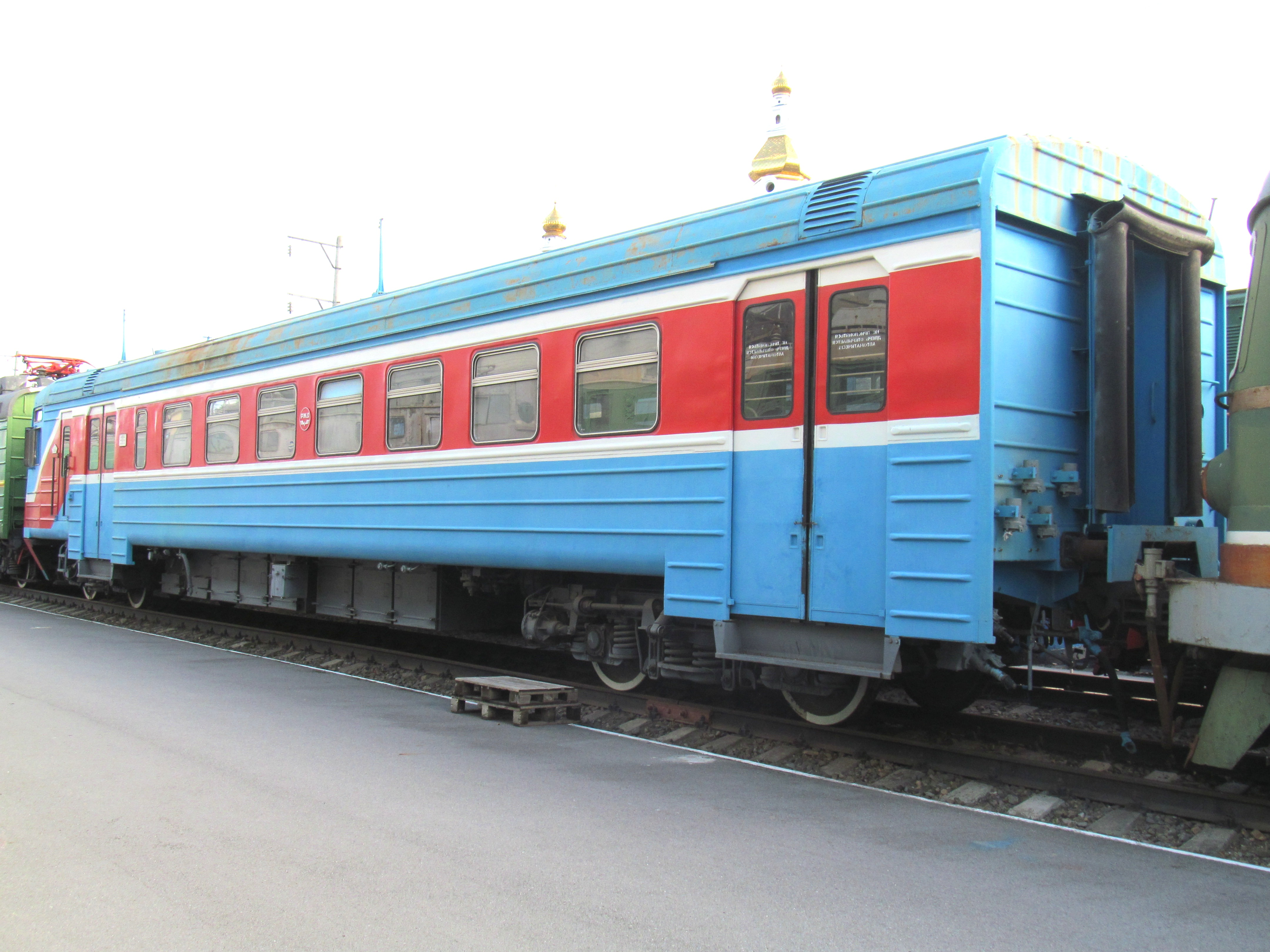
Головной вагон (ЭН3-001.05) в Ростовском МЖТ. Вид сзади на межвагонный переход

3 марта 2000 года, вскоре после выпуска, состоялась презентация электропоезда для представителей государственных структур, железнодорожных компаний и прессы, в ходе которой электропоезд был выставлен для обозрения и катал гостей презентации по заводскому испытательному кольцу. Пассажирами поезда была отмечена его высокая плавность хода.
После испытаний на кольце НЭВЗа электропоезд дважды отправлялся на кольцо ВНИИЖТ в подмосковной Щербинке для прохождения сертификационных испытаний — в 2001 и в 2004 годах. Однако в работе оборудования были выявлены серьёзные недоработки, и главная из них заключалась в конструкции тягового преобразователя, который зачастую перегревался выше нормы, несмотря на то, что под систему вентиляции в подвагонном пространстве было выделено достаточно много места. Из-за проблем с тяговым инвертором поезд не смог пройти сертификацию и был отправлен на доработку на завод.
В июне 2004 года руководство Северо-Кавказской железной дороги (СКЖД), заинтересованное в приобретении поезда, перечислила НЭВЗу на доработку его конструкции 15,7 миллионов рублей, выделенных из бюджета Ростовской области на государственную поддержку железнодорожного транспорта. После этого планировалась, что в октябре состав поступит в пассажирскую эксплуатацию. Однако поезду всё ещё требовались серьёзные доработки, и несмотря на то, что испытания электропоезда продолжились, финансирование проекта на каком-то этапе внезапно завершилось. НЭВЗ после окончания кризиса снова смог перейти к поставкам электровозов и тяговых агрегатов и был активно занят налаживанием серийного выпуска грузовых электровозов семейства ЭС5К и ЭС4К, ввиду чего потерял интерес к дальнейшему усовершенствованию ЭН3. Кроме того, конструкция поезда во многих аспектах была унаследована ещё из советских времён и устарела морально, поэтому дальнейшие работы по ЭН3 были признаны нецелесообразными. Испытания ЭН3 остались незавершёнными, и поезд не был допущен к постоянной эксплуатации с пассажирами.
Тем не менее несертифицированный поезд всё же был приобретён Северо-Кавказской дорогой и направлен в депо ТЧ-4 СКЖД (Ростов-Главный), но так и не был введён в пассажирскую эксплуатацию. Поезд периодически совершал опытные поездки без пассажиров, базируясь как в депо, так и на базе запаса Ростов-Западный. Позднее головной вагон (ЭН3-001.05) был передан в Ростовский музей железнодорожной техники. Остальные вагоны были переданы в резерв (по состоянию на конец 2013 года находились на базе запаса Ростов-Западный). В октябре 2015 года они были замечены на станции Ростов-Главный под локомотивной тягой; пункт назначения и цели транспортировки неизвестны. В сентябре 2019 года вагоны ЭН3 (включая ЭН3-001.05 из музея) по неизвестным причинам было решено утилизировать, и они были доставлены на Батайский завод строительных конструкций, где впоследствии порезаны.

### Комментарии
1. ↑  потенциальный с 2002 года
2. ↑  Высокая платформа — платформа, высота которой над уровнем головки рельса (УГР) составляет 1100 мм. Средняя платформа — платформа, высота которой над УГР составляет 550 мм. Низкая платформа — платформа, высота которой над УГР не более 200 мм[13].
3. ↑  В режиме электрического торможения.